# Anne Levinck
 (février 2012).
Si vous disposez d'ouvrages ou d'articles de référence ou si vous connaissez des sites web de qualité traitant du thème abordé ici, merci de compléter l'article en donnant les références utiles à sa vérifiabilité et en les liant à la section « Notes et références ».
Anne Levinck est le pseudonyme littéraire de Suzanne Lambert, femme de lettres française, née à Lyon le 1er avril 1851et morte à Hussein Dey (Algérie) le 11 janvier 1898.

## Biographie
Fille de Jean Lambert, fondeur de cloches, et de Marie Bottié, elle est en partie élevée à Chazay d'Azergues par son grand-père, César Lambert, ancien grenadier de la Garde Royale d’Espagne puis Grenadier de la vieille Garde Impériale, Chevalier de la Légion d'honneur. C’est auprès de ce grand-père qu’elle va acquérir une large culture, l’amour des langues et des voyages.

### Grande voyageuse et aventurière
Elle consacre les premières années de sa jeunesse à parcourir l'Espagne et l'Italie, dont elle étudie le langage et les mœurs. Voyageuse, elle est la première Française à visiter l'oasis de Figuig. Les romans de voyage qu'elle publie sur l'Algérie ont été étudiés sur les lieux mêmes.
Dans Le dîner des gens de Lettres, Albert Cim écrit qu'« elle avait parcouru, à dos de bête ou par voie ferrée, une bonne partie de l’Afrique et les trois quarts de l’Europe ». Elle voyageait souvent sous déguisement comme en témoigne le capitaine de zouave Jules Colette, le père de la romancière, dans une de ses lettres:
Sous déguisement elle s’introduisit à Oujda, ville interdite, où elle séjourne six mois dans une famille complice. Elle en tire une nouvelle Zineba la divorcée.
Elle se disait mauvaise marcheuse, elle invente le suicide de son mari, elle prétend « connaître en entier Voltaire, Jean-Jacques Rousseau et Diderot à 13 ans... » Ces singularités et contradictions relevées par Cim entraînent le doute. 
Gilbert Jacqueton qui fut conservateur adjoint de la Bibliothèque-musée nationale d’Alger et qui en connaissait parfaitement les ressources, ne croyait pas à la réalité de son expédition à Figuig qu’elle disait avoir faite à l’automne 1882. Dans la Revue Africaine de 1893 il écrit : « Bien que l’Oasis de Figuig, par Mme Levinck ait été utilisé par Élisée Reclus (Géographie universelle, t. XI, p. 770), il n’est pas douteux que ce voyage soit pure œuvre d’imagination et que, loin de partir de Gériville, comme le disent MM. Playfair et Brown, l’auteur l’ait effectué tout entier sur les galeries de la Bibliothèque-Musée ».
Tout-Paris, en 1889 fait part de « son jour de réception à Paris, 60 rue Monge. Elle était « le charme et l’élégance », multipliait les maternités, habitait Alger et de plus menait des aventures  à travers l’Afrique et l’Europe »[réf. nécessaire].
En Espagne, elle fait connaissance de nombreux écrivains espagnols comme Emilio Castelar dont elle traduit des œuvres pour la Revue Bleue (Le Tricorne). En 1888, elle emmène les lecteurs de la Revue de géographie dans l’ascension du Montserrat. En 1892, elle tient, dans la Revue Bleue, la rubrique Nouvelles de l’étranger où elle fait une belle part à la littérature hispanique.

### Vie privée
D’une première union avec Jacques Necker, un soyeux lyonnais, sans mariage, naissent sept enfants dont Henry (1869-1926), Charles (1871-1942) qui fut Résident Principal au Cambodge et Albert.
Après le décès de Jacques Necker, elle se lie, encore sans se marier, à Paul Levenq qu’elle présentait comme son mari et prend alors le pseudonyme littéraire d’Anne Levinck. Berthe et Paul Jean Cassien Lambert (1883-1965) naîtront de cette union. Ils n’habitaient pas ensemble. Anne habitait Alger, faisait de longs séjours à Paris et de longs voyages en Afrique ou en Europe. 
En 1890 et 1891 Anne Levinck  parcourut l’Italie et l’Espagne. Le ménage se sépare. Elle invente le suicide de Paul Levenq pour les milieux littéraires qu’elle fréquentait à Paris où la vérité fut vite connue.

## Œuvres
- 1880 : Eve Wol, sous le pseudonyme de Suzanne Hecker
- 1882 : Les femmes qui ne tuent ni qui ne votent, Marpon et Flammarion.
- 1884 : Après la ruine, E. Dentu